# Юлия Трашлиева
Юлия Дюлгерова-Трашлиева е бивша българска състезателка по спортна и художествена гимнастика, многократна републиканска шампионка и в двете дисциплини през 60-те години. След преустановяването на активната си спортна дейност тя завършва Треньорската школа на Висшия институт по физкултура в София и става треньорка по художествена гимнастика.
Тя е първата българка с медал от световно първенство по художествена гимнастика – още на I шампионат през 1963 г. в Будапеща печели индивидуално 2 бронзови медала (в многобоя и на обръч). През 1967 г. като треньорка на българския ансамбъл в състав Вера Маринова, Стела Милушева, Соня Пеева, Даринка Йосифова, Румяна Стефанова и Виолета Еленска, Трашлиева печели бронзовия медал в първото Световното първенство за тази дисциплина в Копенхаген. Две години по-късно, през 1969-а във Варна, българският ансамбъл (Вера Маринова, Стела Милушева, Соня Пеева, Виолета Еленска, Богдана Тодорова и Деспа Кателиева) – воден от треньорките Юлия Трашлиева и Лилия Мирчева печели първата от общо десет световна титли за България при ансамблите.
Родена е на 3 февруари 1936 г. в Русе, България.

## Кариера
Започва да тренира спортна гимнастика през 1950 г. Състезавала се е както в спортната, така и в художествената гимнастика – в спортната е шампионка на България 6 пъти, а в художествената печели 8 национални титли.
Тя е в първия български национален отбор, с който печели 2 бронзови медала на първото световно първенство по художествена гимнастика през 1963 г. Състезанието се провежда на 7 декември 1963 г., събота в Двореца на спорта в Будапеща (Унгария) и е наречено Първи турнир за европейската купа. В него участват 28 гимнастички от 10 държави – Белгия, България, Германска демократична република, Испания, Полша, СССР, Унгария, Финландия и Чехословакия. Трашлиева печели 2 бронзови медала: на игра с уред с 9,533 т. и в многобой с 18,933 т. Благодарение на нея България е на 2-ро място в крайното класиране след СССР с 2 бронзови медала. Това състезание е признато от Международната федерация по гимнастика през 1964 г. в Рим (Италия) като първи световен шампионат по художествена гимнастика.
Трашлиева има важен принос за развитието на художествената гимнастика в България като треньор на националния отбор и треньор в столичното спортно дружество „Спартак“; впоследствие „Левски-Спартак“. Тя ръководи българския ансамбъл от шест гимнастички на световното първенство през 1967 г. в Копенхаген, които печелят бронзовите медали. Случаят е известен като „Скандалът в КБ Хален“ поради това, че българките печелят най-високата оценка от всички участващи отбори за съчетанието си с обръчи, която обаче е намалена с цяла половин точка под претекст, че диаметърът на обръчите им е с един сантиметър повече от допустимото. Въпреки това, българките се нареждат на трето място в крайното класиране и печелят бронзовите медали след СССР (златен) и Чехословакия (сребърен). Те стават любимки на публиката, която става на крака, за да ги приветствува по време на награждаването им. И до днес остава съмнението за „разширените обръчи“ тъй като те, както и болшинството от участващите отбори, използват стандартни уреди на един и същ производител. Този инцидент води до промяна в регламента на Международната Федерация по Гимнастика (ФИГ), съгласно който стана задължително използването само на дървени обръчи.
На следващото световно първенство във Варна'69, заедно с Лили Мирчева, Юлия Трашлиева преживява радостния момент да види своите момичетата като първите за България световни шампионки в ансамбъла (В.Маринова, С.Милушева, С.Пеева, В.Еленска, Б.Тодорова и Д.Кателиева). Трашлиева и Мирчева са авторки и на двете ансамблови съчетания (1967 и 1969 година). От 1981 до 1985 година Трашлиева е треньорка на националния отбор по художествена гимнастика на Холандия.
Тя е носителка на почетните звания: „Майстор на спорта“, „Заслужил майстор на спорта“, „Заслужил треньор“, „Заслужил деятел на физическата култура“.
Юлия Трашлиева умира на 8 май 2024 година.